# Гробље Јорк (Торонто)
Гробље Јорк (енгл. York Cemetery) је гробље у Торонту. Налази се у месту Вилоудејл, у Северном Јорку, а настало је 1948. године.

## Историјат
Место на ком се сада налази гробље је првобитно било власништво Џозефа Шепарда, који је купио парцелу на којој се данас налази гробље 1805. године. Зидану сеоску кућу на парцели која је данас гробље саградио је 1837. године Џозефов син Мајкл. Пре 1940-их, земљиште је такође коришћено као краткотрајни аеродром Вилоудејл.
Предузеће „Општинска гробља Торонто” (данас „Група за одржавање гробља Маунт Плезант”) је 1916. године купила посед, али до пренамене саме парцеле од 70 хектара за употребу гробља није дошло све до 1946, две године пре него што је гробље званично отворено. Гробље је некада излазило на улицу Јанг, али је 1966. године осамнаест и по хектара продато граду Северни Јорк (сада део Торонта). Гробље је наставило да се развија, дограђена је капела и прихватни центар, као и новоизграђена „башта сећања”.
Због великог броја Срба (поготово српских бораца из Другог светског рата) сахрањено на гробљу, међу тамошњим Србима ово гробље често се зове и „Српско гробље”. На гробљу је сахрањено и велики број Летонаца, Украјинаца, Руса, Јермена, Грка, Кинеза и Иранаца.

## Сахрањени на гробљу
- Никола Р. Пашић
- Јован Јоветић
- Кнегиња Олга
- Олга Куликовска-Романова
- Олга Марковић
- Мома Марковић
- Зоран Косановић
- Алија Коњхоџић
- Бора Драгашевић

## Галерија
- Гроб Николе Р. Пашића
- Гроб Јована Јоветића
- Гроб кнегиње Олге и Олге Куликовске-Романовне
- Гроб Алије Коњхоџића
- Гроб Боре Драгашевића